# Tadao Kobayashi
Tadao Kobayashi (Prefectura de Kanagawa, Japó, 7 de juliol de 1930), és un exfutbolista japonès.

## Selecció japonesa
Tadao Kobayashi va disputar 3 partits amb la selecció japonesa.